# Шинкарук Андрій Володимирович
Андрі́й Володи́мирович Шинкару́к (16 липня 1991, м. Любомль, Волинська область  — 20 квітня 2020, м. Мар'їнка, Донецька область) — лейтенант, командир механізованого взводу 28-ї окремої механізованої бригади імені Лицарів Зимового Походу Збройних сил України, учасник російсько-української війни.

## Життєпис
Середню освіту здобув у загальноосвітній школі № 3 міста Любомль. Навчався в Національному технічному університеті.
Учасник Антитерористичної операції на сході України та Операції об'єднаних сил. На війні — з 2014 року: мобілізований першої хвилі, служив в 1-му мотопіхотному батальйоні «Волинь». Воював у районі Дебальцевого.
У 2019 році закінчив Національну академію Сухопутних військ імені гетьмана Сагайдачного за фахом «Управління діями підрозділів механізованих військ». По закінченню, в червні 2019 року, був призначений командиром взводу 28-ї механізованої бригади.
Загинув внаслідок ворожого обстрілу з гранатометів під час виконання службових обов'язків: зазнав множинних уламкових поранень біля міста Мар'їнка під час обходу бойових позицій.
Неодружений, залишилась мати та чотири сестри. Похований 23 квітня в Любомлі. Дні 23 та 24 квітня оголошені в Любомльському районі днями жалоби.

## Вшанування
- Відзнака Президента України «За участь в антитерористичній операції»[5].
- Нагрудний знак «Учасник АТО»[5].
- Нагороджений медаллю «За участь в параді 2017р»[5].
- Портрет героя встановлено на Меморіалі «Стіна пам'яті полеглих за Україну» у Києві: секція 11, ряд 8, місце 25[5].
- Меморіальну дошку герою відкрили 10 червня 2021 року на фасаді Любомльського ЗЗСО № 3, де він навчався[5].